# Кедров, Николай Николаевич (младший)
Никола́й Никола́евич Ке́дров мл. (1906, Санкт-Петербург — 23 мая 1981, Париж) — российский и советский певец, пианист и композитор. Сын Николая Кедрова старшего. Он сменил отца на посту руководителя вокального ансамбля «Квартет Кедрова».

## Биография
Николай Кедров младший родился в 1906 году в Санкт-Петербурге в семье Николая Кедрова-старшего, певца, композитора и основателя вокального ансамбля «Санкт-Петербургский квартет» (позже названный «Квартет Кедрова»), специализирующийся на литургической музыке.
Кедров поступил в Санкт-Петербургскую консерваторию (где его отец был профессором) как пианист. Его семья покинула территорию Россию в 1923 году, поселившись в Берлине, где Кедров продолжил учёбу. В 1928 году они переехали в Париж, где родители Кедрова были одними из основателей Русской консерватории (ныне консерватории имени Рахманинова) и там Кедров закончил учёбу.
В 1930 году он присоединился к квартету Кедрова, который его отец реформировал в Париже, и стал петь тенором. С началом Второй мировой войны он присоединился к французской армии, но был схвачен, доставлен в Германию и содержался в плену на протяжении всей войны. Кедров возродил квартет в конце 1940-х годов после смерти его отца.
С 1950 по 1975 год, под руководством Кедрова, Квартет Кедрова отыграл более 3000 концертов во Франции, гастролировал по Европе и США.
Кедров был композитором и редактором православной литургической музыки, опубликовав в Лондоне два сборника литургических песнопений, в том числе свои собственные сочинения и сочинения других композиторов-эмигрантов из России.
Кедров умер в 1981 году и был похоронен на русском кладбище Сент-Женевьев-де-Буа в Париже.